# سونیا لافونته
سونیا لافونته (انگلیسی: Sonia Lafuente؛ زادهٔ ۷ دسامبر ۱۹۹۱) اسکیت‌باز نمایشی اهل اسپانیا است.